# Фуркатский район
Фуркатский район (тума́н; узб. Furqat tumani / Фурқат тумани) — район в Ферганской области Узбекистана. Образован в 1992 году. Административный центр — городской посёлок Навбахор. 
Навбахор - центр Фуркатского района, входящего в состав Ферганской области, первоначально называлось селом Горский и упоминалось с того дня, как 11 апреля 1899 года в Коканд из Хаваста прибыл первый поезд.
Горский Антон Гаврилович (1846-1901 гг.) был одним из основателей железной дороги. Он возглавлял 4-ю часть строительства железной дороги Самарканд - Андижан.
В 1943 году 58 колхозов были объединены в Горский район. В 1959 году Горский район был упразднен и объединён с Узбекистанским районом. В 1962 году он был передан Кировскому району.
На основании постановления Кабинета Министров Республики Узбекистан № 182 от 5 июля 1991 года, решения исполнительного комитета областного Совета народных депутатов № 21917 от 25 июля 1991 года и постановления Верховного Совета Республики Узбекистан № 573 от 9 апреля 1991 года в 1992 году был образован Фуркатский район. С 1992 года центр Фуркатского района село Горское было переименовано в Навбахор, которое позже было преобразовано в поселок городского типа Навбахор.
Площадь района составляет 0,31 тысяч км2. 
На 1 января 2024 года население района составляет 127,1 тыс. человек. Плотность населения 410.0 человек на 1 км2. Железная дорога протяженностью 15,5 км на территории района и большая автомобильная дорога Фергана - Ош протяженностью 16,2 км играют важную роль в развитии отраслей экономики района. Функционирует железнодорожная станция- Яйпан (Код ECP: 74430).
Район расположен в низменной части долины, и основной географический объект имеет вид антропогенного ландшафта, то есть поглощён человеком. Район расположен между западным и Южным горными хребтами Тянь-Шаня. Самая высокая точка находится на высоте 395-450 м над уровнем моря.
```
Климат района континентальный, т.е. изменчивый, со средней температурой воздуха в июле +29,+31 градус, максимальной температурой воздуха +40, + 42 градуса, январской температурой воздуха в среднем около -5 градусов, с самой низкой температурой воздуха -15, -17 градусов мороза. Годовое количество осадков составляет в среднем от 100 до 300 мм.
```

С 2002 года выходит районная газета "Навбахор".

## Административно-территориальное деление
По состоянию на 1 января 2024 года, в состав района входят:
- 8 городских посёлков:

1. Калдушан,
2. Куконбай,
3. Навбахор,
4. Томоша,
5. Чек Чувалдак,
6. Шойимбек,
7. Эски,
8. Эшон.

- 6 сельских сходов граждан:

1. Галлакор,
2. Гунча,
3. Коканд, до 1992 года входил в состав Узбекистанского района
4. Навбахор,
5. Тамаша,
6. Шункар.